# Ilsea minuta
Ilsea minuta là một loài bướm đêm trong họ Erebidae.